# Don Maynard
Donald Rogers Maynard (Crosbyton, 25 gennaio 1935 – Ruidoso, 10 gennaio 2022) è stato un giocatore di football americano statunitense che giocò nel ruolo di wide receiver per la maggior parte della carriera con i New York Jets nella American Football League (AFL) e nella National Football League (NFL). Fu inserito nella Pro Football Hall of Fame nel 1987.

## Carriera
Maynard fu scelto nel corso del nono giro del Draft NFL 1957 dai New York Giants. Dopo essere stato svincolato dai Giants ed aver giocato una stagione nella Canadian Football League con gli Hamilton Tiger-Cats (ricevendo un passaggio per 10 yard), Maynard divenne il primo giocatore a firmare per i New York Titans nel 1960 (il nome della squadra fu cambiato in Jets nel 1963). Anche se etichettato dalla stampa di New York come "uno scarto della NFL", nel 1960 in coppia con l'altro futuro Hall of Famer Art Powell formò il primo tandem di wide receiver a raggiungere le mille yard ricevute in stagione, mettendo a segno questa impresa nel 1962. Nel corso delle successive 13 stagioni, Maynard mise insieme delle cifre tali da consentirgli di essere ammesso nella Pro Football Hall of Fame nel 1987.
Nella prima stagione con i Titans ricevette 52 passaggi, la prima di quattro stagioni consecutive in cui ricevette 50 o più passaggi e 1.000 o più yard, stabilendo i record del football professionistico per ricezioni e yard ricevute in carriera. Convocato per quattro volte all'All-Star Game della AFL, attualmente è al sesto posto nella storia del football per touchdown su ricezione ed è stato inserito nella formazione ideale di tutti i tempi della AFL.
Nel 1965 Maynard fece coppia col quarterback rookie Joe Namath. Maynard ricevette 68 passaggi per 1.218 yard e 14 TD nella prima stagione di Namath (Namath passò 22 TD totali quell'anno) e nel 1968 ricevette 57 passaggi per 1.297 yard e 10 touchdown (sui 15 passati da Namath quell'anno). Nel 1967 Maynard ricevette 1.434 delle 4.007 storiche yard passate da Namath, il primo giocatore della storia a superare il muro delle 4.000 yard. Quello fu il massimo per Maynard in carriera e guidò la AFL in yard ricevute, oltre a 71 ricezioni e 10 touchdown. L'anno successivo, i Jets vinsero il Super Bowl III battendo i favoritissimi Baltimore Colts, in una delle più grandi sorprese della storia del football.
Maynard terminò la sua carriera nel 1974, giocando per gli Houston Texans/Shreveport Steamer della World Football League, dove ricevette 5 passaggi per 62 yard.
Maynard è uno dei soli 20 giocatori ad aver giocato nella AFL in tutti i dieci anni della sua esistenza ed uno dei soli sette ad averlo fatto sempre con la stessa squadra. La sua carriera terminò con 633 ricezioni per 11.834 yard e 88 touchdown. Le sue 18,7 yard per ricezione sono la cifra più alta di tutti i giocatori con oltre 600 ricezioni in carriera.

## Palmarès

### Franchigia
- Campionati AFL : 1

New York Jets: 1968
- Super Bowl : 1

New York Jets: Super Bowl III

### Individuale
- (4) AFL All-Star (1965, 1967, 1968, 1969)
- (5) All-AFL (1960, 1965, 1967, 1968, 1969)
- MVP dell'All Star Game AFL (1967)
- Leader della AFL in yard ricevute (1967)
- Club delle 10.000 yard ricevute in carriera
- Formazione ideale di tutti i tempi della AFL
- Formazione ideale del 40º anniversario dei New York Jets
- Numero 13 ritirato dai New York Jets
- Pro Football Hall of Fame (classe del 1987)